# 大城山
大城山（だいじょうさん、テソンサン、朝鮮語: 대성산）は、朝鮮民主主義人民共和国平壌直轄市大城区域にある標高270メートルの山である。屋外スケートリンクは、大城山の人気観光地である。そのほかには、大城山革命烈士陵や朝鮮中央動物園が近傍にある。 
近隣には大城山アイスクリーム工場も存在し、韓国文化に影響されたノンカロリーやノンシュガーなど様々なアイスクリームを製造・大聖百貨店（平壌市）などで販売している。